# Palazzo del Ridotto

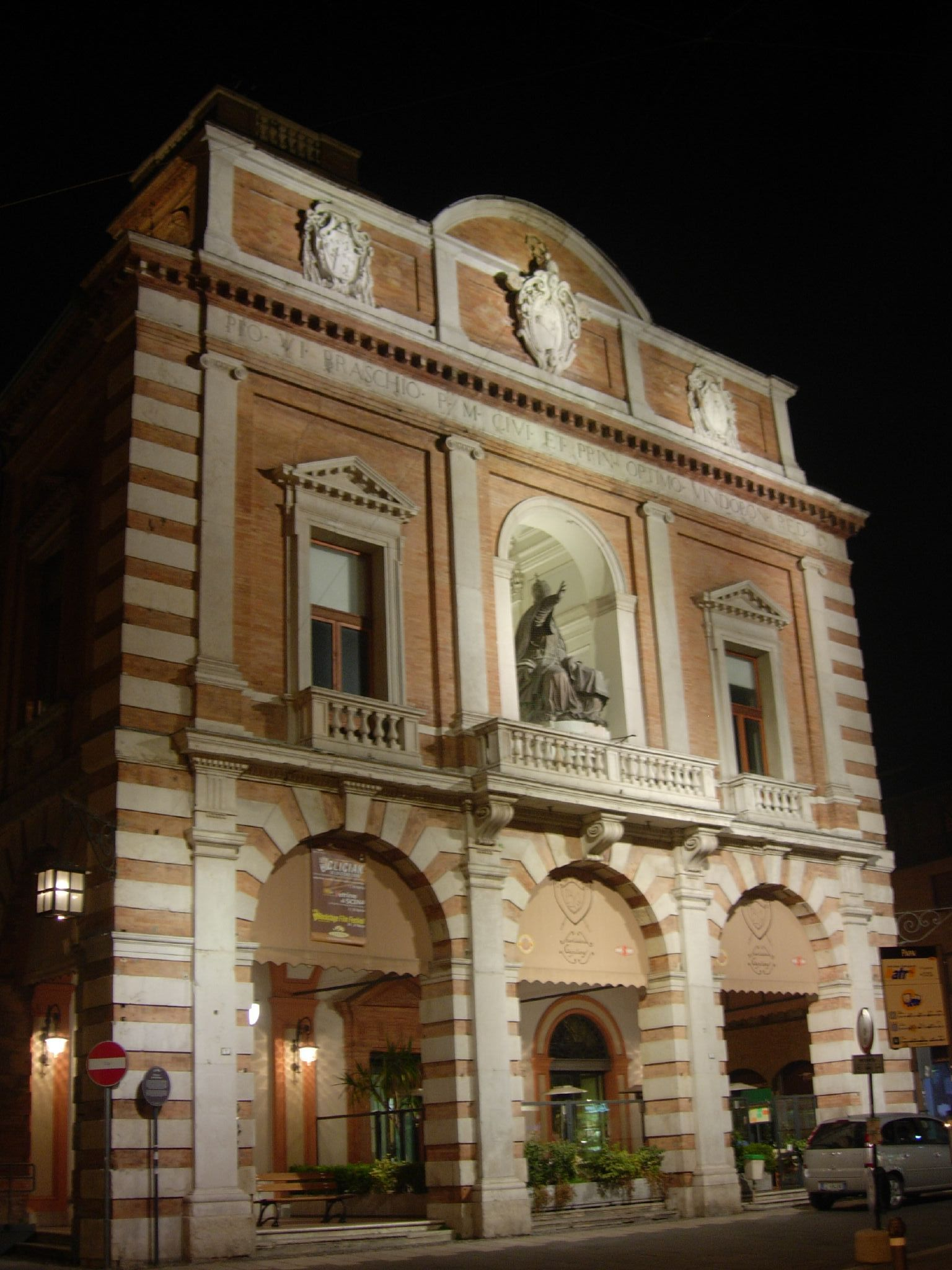
Palazzo del Ridotto, Westfassade

Der Palazzo del Ridotto ist ein Renaissancepalast aus dem 15. Jahrhundert im historischen Zentrum von Cesena in der italienischen Region Emilia-Romagna. Er liegt am Corso Giuseppe Mazzini. Dahinter liegt die Piazza Bufalini, an der sich die alte Biblioteca Malatestiana befindet.

## Geschichte
Der Bau des Palazzo del Ridotto wurde 1401 initiiert, und zwar an der Stelle, an der vorher der Palazzo del Podestà lag. Zwischen 1466 und 1472 wurde er auf Geheiß des Papstes Paul II. Zinnen, einer mit Fresken versehenen Loggia und einem Stadtturm erweitert. Er was Sitz des „Consiglio dei Conservatori“ (dt.: Konservatorenrat, daher auch „Conservato“ genannt) und darüber hinaus des „Consiglio degli Anziani“ (dt.: Ältestenrat) und des „Consiglio Municipale“ (dt.: Stadtrat), die zusammen die wichtigsten Organe der Stadtverwaltung in der Zeit des Kirchenstaates darstellten.
Als 1722 die Organe in den Palazzo Comunale umzogen, wurde der „Conservato“ als Treffpunkt der Adligen der Stadt genutzt und im Dialekt der Gegend das italienische Wort „ritrovo“ (dt.: Treffpunkt) „ardota“ genannt wird, entstand der Name „Ridotto“ für den Palast.
1742 restaurierte Cristoforo Barzanti den Glockenturm, der einfach „Campanòn“ genannt wurde, in seiner heutigen Form.
Nach der Wahl des Papstes Pius VI., der aus einer der einflussreichsten Familien von Cesena stammte, entschieden sich die Adligen, ihrem berühmtesten „Sohn“ eine große Statue zu widmen. Die Gelegenheit bot sich sieben Jahre später, 1782, als Pius VI. auf der Rückreise von Wien durch Cesena kam, ließen die Adligen ihm zu Ehren den Palast restaurieren und die Fassade erneuern. Die Arbeiten, die 1782 begannen und 1787 endeten, leitete der „päpstliche Architekt von Cesena“, Cosimo Morelli aus Imola. Die Nische für die projektierte Statue blieb leer und es vergingen weitere vier Jahre, bis sie am 30. September 1792 feierlich eingeweiht wurde.
Nach der Einigung Italiens wurde der Palast einem grundlegenden Umbau unterzogen, was ihn seiner ursprünglichen Prärogative beraubte, und heute ist nur noch die Fassade im alten Barockstil erhalten.
Heute ist in der Loggia unter dem Palazzo del Ridotto die städtische Kunstgalerie untergebracht, wogegen im Obergeschoss in den 1970er-Jahren ein großer Konferenzsaal eingerichtet wurde.

## Beschreibung

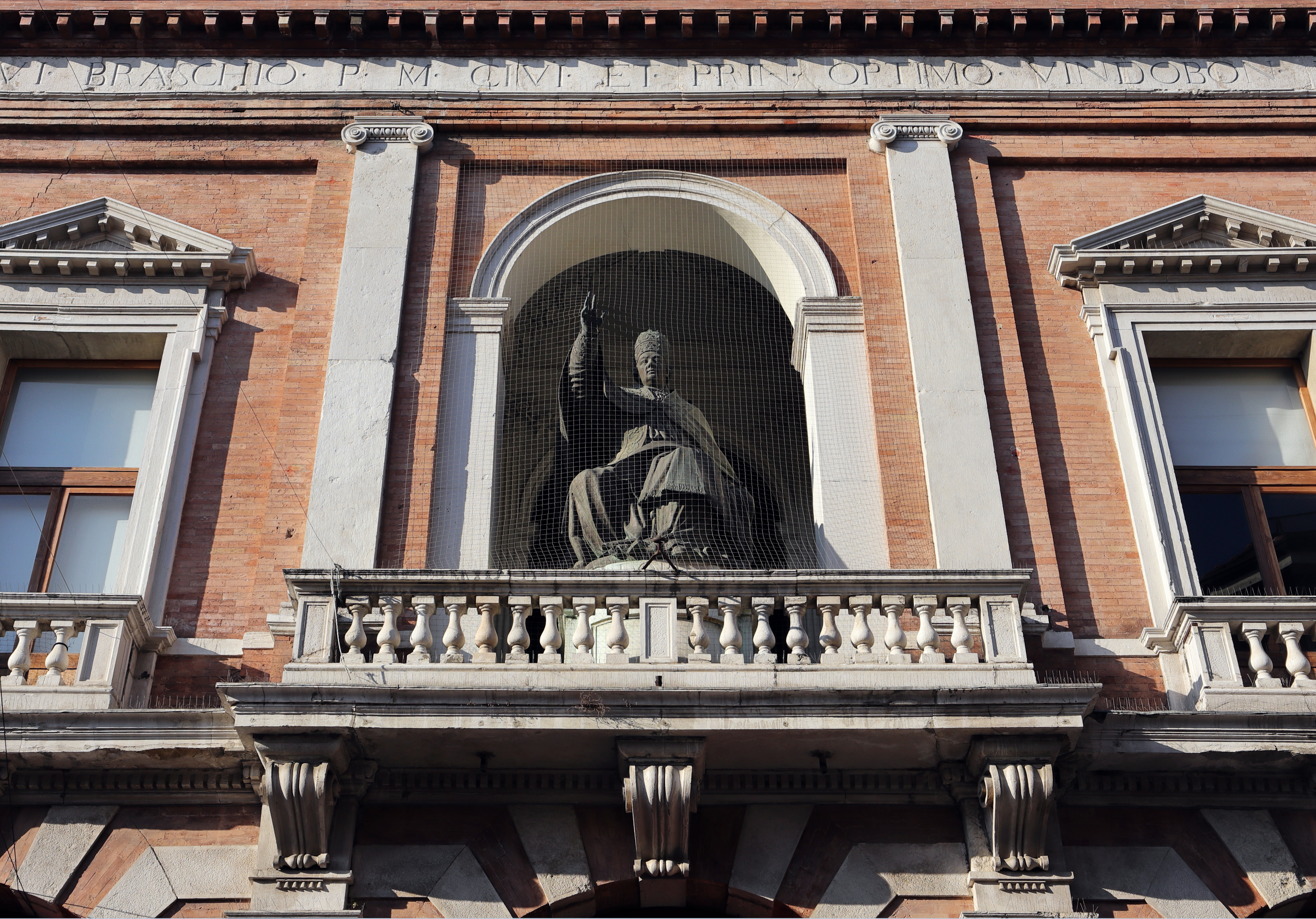
Statue von Papst Pius VI. an der Fassade des Palastes

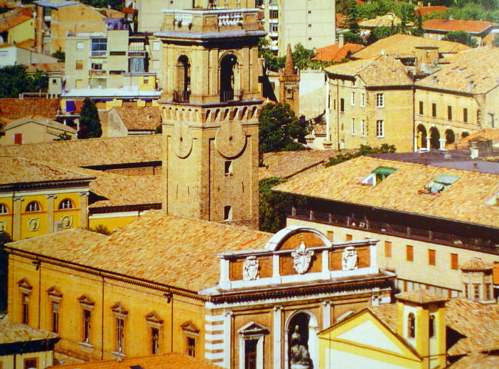
Der Palazzo del Ridotto von oben

Das Äußere ist eine ziemlich charakteristische Zusammenfassung des alten „Conservato“: Die östliche Fassade stammt in der Tat vom ersten Renaissancepalast aus dem 15. Jahrhundert und zeigt eine Inschrift zur Erinnerung an die jüdischen Märtyrer von Cesena. Der westliche Teil stammt dagegen von 1870. Der Glockenturm wurde in seiner heutigen Form 1742 aufgebaut. Schließlich ist die Fassade aus den Jahren 1782–1787 ein bemerkenswertes, spätmanieristisches Werk von Cosimo Morelli und zeigt drei päpstliche päpstliche Wappen und die Widmung an Pius VI. („PIO VI BRASCHIO“), an Cesena auf der Rückreise von Wien („VINDOBON REDUX“).
Darüber hinaus ist dort die meisterhafte Bronzestatue von Pius VI. angebracht. Diese, modelliert von Francesco Calligari und hergestellt von Carlo Ruffini, wurde dort 1791 aufgestellt und im Jahr darauf eingeweiht. Die Statue ist 3,15 Meter hoch und trägt an ihrem Fuß die Namen des Bildhauers und des Gießers, sowie vorne oben die Bezeichnung des Protagonisten.